# Ipersostentatore a scorrimento

Disegno di un ipersostentatore a scorrimento.

Gli ipersostentatori a scorrimento, o Fowler flap, sono un particolare tipo di ipersostentatori, i più efficaci che esistono, anche se risultano complicati.
Durante la prima parte della loro estensione essi scorrono all'indietro, andando a determinare un considerevole aumento della superficie alare, e quindi della portanza, a fronte di un trascurabile aumento di resistenza (assetto particolarmente adatto per il decollo). Successivamente, oltre a scorrere all'indietro, essi deflettono aumentando così la curvatura del profilo alare e contemporaneamente aprono una fessura che consente il passaggio di un notevole flusso aerodinamico dal ventre al dorso dell'ala.
L'effetto combinato di aumento di superficie, aumento della curvatura del profilo e di energia allo strato limite può generare un aumento del Cl (coefficiente di portanza) massimo anche del 100%. A causa dei complicati sistemi di attuazione meccanica e degli elevati costi di realizzazione i Fowler flap trovano applicazione solo sugli aerei di grandi dimensioni. Ci sono poche eccezioni, e la più nota è stata quella del caccia monomotore Nakajima Ki-43 che era dotato di ipersostentatori a scorrimento, anche chiamati "butterfly" flap, usati in combattimento per incrementare le prestazioni e migliorare la virata.